# Cerabilia
Cerabilia is een geslacht van kevers uit de familie van de loopkevers (Carabidae). De wetenschappelijke naam van het geslacht is voor het eerst geldig gepubliceerd in 1867 door Castelnau.

## Soorten
Het geslacht Cerabilia omvat de volgende soorten:
- Cerabilia aphela (Broun, 1912)
- Cerabilia major (Broun, 1912)
- Cerabilia maori Castelnau, 1867
- Cerabilia oblonga (Broun, 1910)
- Cerabilia rufipes (Broun, 1893)
- Cerabilia striatula (Broun, 1893)